# HIGH and MIGHTY COLOR
HIGH and MIGHTY COLOR（ハイ・アンド・マイティ・カラー）は、日本の男女ツインボーカル6人組ロックバンド。通称「ハイカラ」。所属レコード会社は、メジャーデビュー後のマーキー在籍時はSME Records、インディーズ時やHALCA加入後はスパイスミュージック。解散後、メンバー3人がDracoVirgoとして活動中（現在は実質活動休止中）。
バンド名に付けられた「HIGH and MIGHTY」は英語で「傲慢な、高飛車な」などという意味であり、バンドの略称を先に決めてから正式名を決めた珍しい形となっている。第47回日本レコード大賞新人賞受賞。公式ファンクラブ名は「傲慢倶楽部」である。

## 概要
MEG（Gt）とSASSY（Dr）をはじめ、ユウスケ（Vo）、カズト（Gt）、mACKAz（Ba）の5人が、メタリカのコピーバンドを結成したのが始まり。2003年に、女性ボーカルのマーキーと出会う。その後マーキーが加入し、HIGH and MIGHTY COLORを結成。2005年メジャーデビューシングル 「PRIDE」（売上30万枚）をリリース。その後も「一輪の花」（オリコン2位）などをリリースし、'06年にアルバム「G∞VER」で全米デビュー。2010年に解散。

## 来歴

### メジャーデビュー以前
- 2003年、マーキーを除く5人は、沖縄でアンチノブナガ（Anti-Nobunaga）というバンド名でヘヴィメタルバンドとして活動していた。
- 2003年、事務所でマーキーと出会い、2004年1月HIGH and MIGHTY COLORとしての活動をスタート。2004年9月のライブイベント「ミュージックピクニック」で初披露となった。
- 2004年11月24日、スパイスミュージックによる初のインディーズシングル「OVER」を発売。1,500枚限定生産され、発売約1ヶ月で1,500枚を完売した。

### メジャーデビュー以後
- 2005年1月26日、シングル「PRIDE」でメジャーデビュー。テレビアニメ『機動戦士ガンダムSEED DESTINY』の 第2期オープニングテーマになり、オリコン初登場2位を記録するヒットとなった。
- 2005年3月25日、初の全国ワンマンツアー「HIGH and MIGHTY COLOR -Free Live Showcase Tour 2005-」をスタート。
- 2005年9月14日、1stアルバム『G∞VER』をリリース。オリコン初登場8位を記録。この年は、シングル5枚、アルバム1枚の計6枚をリリース。年末の第47回日本レコード大賞では、新人賞を受賞し、デビュー曲「PRIDE」を披露した。
- 2006年1月11日、アニメ『BLEACH』第3期オープニングテーマの、メジャー第6弾シングル「一輪の花」を発売。週間オリコン初登場2位を記録。
- 2006年3月9日、第20回日本ゴールドディスク大賞ニュー・アーティスト・オブ・ザ・イヤーを受賞し、デビュー曲「PRIDE」を披露した。
- 2006年3月21日にアルバム『G∞VER』をアメリカで発売し、これにより全米デビューを果たした。8月にアメリカ・テキサス州ヒューストンにて行われたアニメコンベンションの招待ゲストとしてライブを披露した。
- 2006年4月5日、2ndアルバム『傲音プログレッシヴ』発売し、オリコンチャート初登場7位を記録。"ライヴの年"と銘打って、年間ツアー「LIVE BEE LOUD TOUR vol.0」「LIVE BEE LOUD Vol.1 -傲音プログレッシヴ-」「LIVE BEE LOUD Vol.2 -DIVE into YOURSELF-」を企画し、成功をおさめた。
- 2006年8月14日より、全国8都市でファンと共に「DIVE into YOURSELF」アルバムバージョンの公開レコーディング"DIVE into YOURVOICE"が行われた。
- 2007年1月24日、下記の映画主題歌と挿入歌に起用されている両A面バラードシングル「辿り着く場所/オキザリス」を発売。
- 2007年1月27日、マーキーが映画『あなたを忘れない』に初主演し、女優としてデビュー。
- 2007年2月21日にデビューから約2年で3作目となるアルバム『参』を発売。
- 2007年2月28日、Shibuya O-EASTにてワンマンライブ「LIVE BEE LOUD Vol.参」をスタート。5月にはアメリカ・シカゴのアニメフェスに出演した。
- 2007年8月1日、バラードシングル「Dreams」を発売。TBS系アニメ『DARKER THAN BLACK -黒の契約者-』のエンディングテーマに起用されている。
- 2007年12月26日、メジャーデビューから3年、初のベストアルバム（シングルコレクション）『10 COLOR SINGLES』を発売。
- 2008年3月19日、全曲セルフプロデュースによる4作目のアルバム『ROCK PIT』を発売。
- 2008年4月12日に約1年ぶりワンマンツアー「HIGH and MIGHTY COLOR LIVE TOUR 2008 SPRING "LIVE BEE LOUD vol.4"」をスタート。
- 2008年6月25日、発表した13枚目のシングルでは、T.M.Revolutionが10年前にリリースした「HOT LIMIT」をカバー。

### マーキーの脱退
- 2008年7月2日、マーキーが中村正人（DREAMS COME TRUE）と結婚し、年内でバンドから脱退することを発表。10月15日にマーキー参加最後のシングル「Remember」を発売し、10月18日に彼女最後の参加となるライブ「HIGH and MIGHTY COLOR "LIVE BEE LOUD 〜THANKS GIVING〜"」を赤坂BLITZで行った。11月7日に新しい女性ボーカルオーディションをスタート。
- 2008年11月26日、ファンからのリクエストの多かった曲1位から15位までを収録したベストアルバム『BEEEEEEST』を発売。
- 2009年1月1日、レーベルSMEからSPICE RECORDSに移籍。1月28日にマーキーとの最後のライブ『LIVE BEE LOUD 〜THANKS GIVING〜』として、初めてのライブDVDを発売（発売元はSME Records）。
- 2009年2月10日、オフィシャルブログにて新しいボーカルが決定した事を発表。3月6日、プロフィールとユウスケ画伯の似顔絵が公開された。
- 2009年4月19日、渋谷CHELSEA HOTEL「ROCK REALIZE09 -TOKYO-」に、アンチノブナガとして参加。

### HALCA加入後
- 2009年7月7日、5作目のオリジナルアルバム『swamp man』から「XYZ」、7月29日から「good bye」を先行配信開始。
- 2009年8月5日、KONAMIの音楽シミュレーションゲームであるjubeat ripplesに13枚目シングルの「HOT LIMIT」を収録。
- 2009年8月22日、新生ハイカラ初のワンマン（全5公演）ツアー「LIVE TOUR 09 -night light parade- vol.1」をスタート。
- 2009年9月2日、通算5作目のオリジナルアルバム『swamp man』を発売。
- 2009年12月9日、『クローズ』『WORST』トリビュートソングの、配信限定シングル「RED」を配信開始。
- 2010年3月13日、渋谷CLUB QUATTROで2010年初のワンマンライブ「night light parade vol.1.1 〜one of the new beginning〜」を開催。
- 2010年4月2日、アメリカ・シアトルのアニメコンベンション「Sakura-Con 2010」に出演。

### 解散
- 2010年5月19日、オフィシャルサイトで「今後のバンドの方向性の違い」により解散を発表。
- 2010年8月11日、ラストシングルである「Re:ache」を発売。この日をもって解散。

## 音楽性
- 音楽作りにおいて特に重要視している事として「ヘヴィとメロディアスの調和」を掲げている[6]。
- インディーズ時代に発売されたシングル「OVER」から3rdアルバム「参」までと、14thシングル「Remember」では作詞・作曲・編曲がバンド名義となっているが、作詞は主にマーキーとユウスケの2人で書いている。作曲に関しては誰か一人が元案になるメロディーやリフを持ってきてみんなで広げるという方法が多いとのこと[7]。

## メンバー
2代目ボーカルHALCA含む、全員が沖縄県出身。
 マーキー（ボーカル、1987年8月23日（37歳）、血液型A型）
- 本名：中村麻紀（なかむら まき）。旧姓：翁長（おなが）。出身市：浦添市。
- 作詞や作曲を担当することもあるが、「メカに弱い」と語っており、作曲に関しては鼻歌で行う。
- バンド加入前、女優を目指しカナダへの留学を決めていたが、メンバーと出会ってからバンド活動への道を選んだ。
- 納豆や甘酒などが好みである。納豆は、朝・昼・晩でも飽きないほど。
- おばあちゃん子で、2005年12月30日放送分の『輝く!日本レコード大賞』にて、祖母から手紙が送られていた。
- 小学生時代にモデルをやっていた経験があると語っており[7]、ハイカラ活動期に再度モデルとしてファッション雑誌の表紙を飾るなど、活動の幅を広げた。また花堂純次監督作の映画『あなたを忘れない』ではヒロイン・星野ユリを演じ、前述の通り目指していた女優の夢が叶うこととなった。
- 2008年6月22日にDREAMS COME TRUEのベーシスト中村正人と入籍、2008年を以てバンドを脱退すると発表した[8]。そして12月31日分の公式DIARYをもってその活動を終え引退していた。
- 2013年に「MAAKIII」名義でソロ活動を始め、歌手活動に復帰した[9]。
- 2017年にベースのmACKAz、ドラムのSASSYと共にバンド「DracoVirgo」を結成し、活動中。
- 2022年にスターチャンネルオリジナルドラマ『５つの歌詩（うた）』出演。
- 2025年1月、芸能事務所株式会社iに所属することを正式発表。
- 2025年4月11日、堤幸彦監督作の映画『Page 30』ではヒロイン・JULIAを演じ、この作品の音楽監督を務めたのが中村正人。サウンドトラックの冒頭とラストには、中村正人が手がけた「始まりの歌 - Page30 - featuring MAAKIII」、「終わりの歌 - Page30 - featuring MAAKIII」を収録。

ユウスケ（Machinegun Vox、1985年1月25日（40歳）、血液型O型）
- ラップ、デスヴォイス、シャウト、ボーカル、大半の作詞を担当。本名：国吉祐輔（くによし ゆうすけ）。出身市：那覇市。
- 「Machinegun Vox」(マシンガン・ボックス)とは、1stアルバム『G∞VER』から記載されているクレジットである。
- 作曲のためカズトやMEGからギターを教わった。
- テレビなどのメディア出演においてメンバー内では、仕切り役を務める。
- Tamaの2ndシングル「ホンノウ」にゲストボーカルとして抜擢された。
- fm fukuokaのラジオ番組、『HIGH and MIGHTY COLOR 傲慢屋台』のラジオパーソナリティを務めていた。
- 2016年には強がりセンセーションの楽曲「さよならBABY feat. ユウスケ」にも参加している。
- バンド解散後は「SUN OF A STARVE」（2016年解散）や「Vanity Sicks」（2017年解散）で活動。

MEG（メグ、ギター、1984年11月15日（40歳）、血液型B型）
- 本名：石川祐輔（いしかわ ゆうすけ）。出身市：那覇市。
- 高校時代、ドラムのSASSYとふたりで中心となってメタリカのコピーバンドを結成し、このバンドが後にHIGH and MIGHTY COLORの前身であるアンチノブナガとなる。ハイカラではカズトとともに7弦ギターを担当。
- 名前の由来はメグ・ライアンからきている。デビュー以前は「ジャイアン」という名前になる予定だった。
- 使用ギターはESP特注の「凛」（りん）。2006年のツアー「LIVE BEE LOUD vol.2」において、凛とほぼ同形ながらチューンマテック型ブリッジへ変更（変則チューニングやトラブルに対応するため)するなどしてライブに特化し色がシースルーブルーになった「Like the sea」というギターで演奏している。また、同時期からdragonfly製の7弦ギターも使用。演奏では主にタッピング奏法を多用している。
- 解散後は、沖縄を中心に活動中のロックバンド「2side1BRAIN」で活動している。

カズト（ギター、1984年9月18日（40歳）、血液型AB型）
- 本名：平識和人（へしき かずと）。出身市：那覇市。
- 現在のメインギターはESP製のオーダーメイドである「Purple Haze」（パープル・ヘイズ）。また、「LIVE BEE LOUD VOL.2」のワンマンシリーズより、オーダーメイドしたレスポールタイプでサンバーストカラーの「Brown Bunny」（ブラウン・バニー）というギターも登場した。演奏ではスウィープ奏法などを多用する。
- ハイカラ解散後は一時引退状態だったが、2016年5月30日付に開始したX（旧Twitter）内でバンド活動しているのと、既婚者であることが明かされている。
- 現在はバンド「TEAMLIGHTS」で活動している。

mACKAz（マッカツ、ベース、1984年7月15日（40歳）、血液型AB型）
- 本名：嶺井政克（みねい まさかつ）。出身町：東風平町（現：島尻郡八重瀬町）。
- ドレッドロックス以前はメタリカのロバート・トゥルージロばりの三つ編みお下げにしていた。
- ATELIER Zとワーウィックとミュージックマンの5弦ベースを使用。
- 2005年8月、急性胃腸炎によって一時バンド活動から身を退いていたが、4thシングル「Days」発売頃に復帰。しかし、この間に予定されていたツアー「BIPARTITE ROCK TOUR」の追加公演を中止するに至った。
- 2008年頃から、LM.Cのサポートメンバーとして活動をしており、ときどき公式サイト内のブログでメイクをした姿を公開していた。
- 解散後は、SASSYと共にLM.C、delofamilia、Ashなどのサポートメンバーとして活躍。バンドINKTのメンバーとしても活動していた。
- 2017年にボーカルのマーキー、ドラムのSASSYと共にバンド「DracoVirgo」を結成し、活動中。

SASSY（サッシー、リーダー・ドラム、1984年8月23日（40歳）、血液型B型）
- 本名：西平聡（にしひら さとし）。出身市：糸満市。
- 元Skaしっぺのドラマー。
- グラビア観賞が趣味。
- ヘヴィメタルが好きで、メタリカのドラマー、ラーズ・ウルリッヒを尊敬している。
- 解散後は、Kylee、ORANGE RANGE、delofamilia、藍井エイル、柊木りおなどのサポートメンバーとして活動している。mACKAzと共にLM.Cのサポートメンバーとしても活躍。バンドINKTやANEMONE is HEREのメンバーとしても活動していた。
- 2011年11月に一般女性と結婚したことを12月31日に発表[10]。
- 子供のころからT.M.Revolution・西川貴教のことが大好きである。
- 2017年にボーカルのマーキー、ベースのmACKAzと共にバンド「DracoVirgo」を結成し、活動中。

HALCA（ハルカ、2代目ボーカル、1988年6月11日（37歳）、血液型AB型）
- マーキーのバンド脱退が発表された2008年末に行われた女性ボーカルオーディションにて選ばれた。趣味はギター。特技は衝動買い。好きな食べ物はグミ。嫌いな食べ物は胡瓜、西瓜。好きな色はピンク。
- 音楽は、主にDIR EN GREYやボン・ジョヴィなど、ハードロックを好む。
- 解散後はバンド「SYN」でボーカル・ギターとしての活動を経て、泥酔アコースティック集団「味仙」で活動している。
- ハイカラ解散後もユウスケとはプライベートやX（旧Twitter）で交流がある。

## 出演

### ラジオ
- FM福岡「HIGH and MIGHTY COLOR　傲慢屋台」
  - ラジオレギュラー番組毎週金曜21:00～21:30

## ディスコグラフィ

### シングル

#### インディーズ時代
OVER
- 2004年11月24日発売。生産番号：SPM003
  - タワーレコードで1,500枚限定で発売され、1ヶ月足らずで完売。500円（税込）のワンコインプライスで販売されていた。

#### メジャー
|      | 発売日         | タイトル                         | 生産番号                                  | 最高位 |
| ---- | -------------- | -------------------------------- | ----------------------------------------- | ------ |
| 1st  | 2005年1月26日  | PRIDE                            | SECL-140                                  | 2位    |
| ※    | 2005年3月26日  | PRIDE Remix                      | SECL-157                                  | 20位   |
| 2nd  | 2005年4月20日  | OVER                             | SECL-160                                  | 11位   |
| 3rd  | 2005年6月22日  | RUN☆RUN☆RUN                      | SECL-204                                  | 14位   |
| 4th  | 2005年8月17日  | Days                             | SECL-213                                  | 22位   |
| 5th  | 2005年11月9日  | STYLE 〜get glory in this hand〜 | SECL-265                                  | 19位   |
| 6th  | 2006年1月11日  | 一輪の花                         | SECL-278                                  | 2位    |
| 7th  | 2006年7月26日  | DIVE into YOURSELF               | SECL-422                                  | 24位   |
| 8th  | 2006年10月25日 | 遠雷 〜遠くにある明かり〜        | SECL-436                                  | 15位   |
| 9th  | 2007年1月24日  | 辿り着く場所/オキザリス          | SECL-466-467【初回限定】 SECL-468【通常】 | 18位   |
| 10th | 2007年8月1日   | Dreams                           | SECL-518                                  | 24位   |
| 11th | 2007年12月12日 | Amazing                          | SECL-545-546【初回限定】 SECL-547【通常】 | 30位   |
| 12th | 2008年2月27日  | フラッシュバック/木漏レビノ歌    | SECL-598                                  | 39位   |
| 13th | 2008年6月25日  | HOT LIMIT                        | SECL-652-653【初回限定】 SECL-654【通常】 | 20位   |
| 14th | 2008年10月15日 | Remember                         | SECL-704                                  | 29位   |
| 15th | 2010年8月11日  | Re:ache                          | SPMC-002【初回限定】 SPMD-002【通常】     | 57位   |

### オリジナルアルバム
|     | 発売日                     | タイトル           | 生産番号                                  | 最高位 |
| --- | -------------------------- | ------------------ | ----------------------------------------- | ------ |
| 1st | 2005年9月14日              | G∞VER              | SECL-217                                  | 8位    |
| 2nd | 2006年4月5日 2006年7月26日 | 傲音プログレッシヴ | SECL-366 SECL-416                         | 7位    |
| 3rd | 2007年2月21日              | 参                 | SECL-481-482【初回限定】 SECL-483【通常】 | 16位   |
| 4th | 2008年3月19日              | ROCK PIT           | SECL-627-628【初回限定】 SECL-629【通常】 | 24位   |
| 5th | 2009年9月2日               | swamp man          | SPRD-1039                                 | 57位   |

### ベストアルバム
|     | 発売日         | タイトル         | 生産番号                                  | 最高位 |
| --- | -------------- | ---------------- | ----------------------------------------- | ------ |
| 1st | 2007年12月26日 | 10 COLOR SINGLES | SECL-580-581【初回限定】 SECL-582【通常】 | 34位   |
| 2nd | 2008年11月26日 | BEEEEEEST        | SECL-728-729【初回限定】 SECL-730【通常】 | 42位   |

### DVD
|     | 発売日        | タイトル                        | 生産番号   | 最高位 |
| --- | ------------- | ------------------------------- | ---------- | ------ |
| 1st | 2006年2月22日 | VIDEO G∞VER                     | SEBL-48    | 65位   |
| 2nd | 2009年1月28日 | LIVE BEE LOUD 〜THANKS GIVING〜 | SEBL-96-97 | 53位   |

### 参加作品
- The songs for DEATH NOTE the movie 〜the Last name TRIBUTE〜 (2006年12月20日) 映画『DEATH NOTE the Last name』のトリビュートアルバム。M6にenergy 収録。
- ホンノウ （2007年5月23日） Tamaの2ndシングル「ホンノウ」の楽曲にゲストボーカルとしてユウスケが（Featuring ユウスケ from HIGH and MIGHTY COLOR）で参加。
- LUNA SEA MEMORIAL COVER ALBUM -Re:birth-（2007年12月19日）
  - M5「ROSIER」
- アニソンLOVE! 蒼組（2016年3月30日）[13]
  - M7「PRIDE」
- アニソンLOVE! 紅組（2016年3月30日）[13]
  - M7「一輪の花」
- アニソンLOVE! 翠組（2016年6月29日）[14]
  - M10「遠雷 ～遠くにある明かり～」

### 限定配信曲
- 一輪の花 （マーキーLess）
- 一輪の花（ユウスケLess）
- Dreams　(マーキーオンリーver.)
- Dreams　(ユウスケオンリーver.)
- フラッシュバック 〜アニメ獣神演武Ver.〜
- 木漏レビノ歌 〜エンディング89Ver.〜
- HOT LIMIT（タカノリ的にもOK! Ver.）
- HOT LIMIT -EUROBEAT MIX-
  - PVが存在する。DVDにはされていない。マーキーとユウスケのキャラクターが踊っている。
- PRIDE（ライブ）
- Remember（ライブ）
- XYZ
- good bye
  - 「XYZ」含め、配信限定シングル。「XYZ」は2009年7月7日、「good bye」2009年7月29日、それぞれレコチョク、iTunes Storeで配信開始。9月2日に発売した『swamp man』にも収録。「good bye」にはPVが存在する。
- RED
  - 『クローズ』『WORST』のトリビュートソング

## タイアップ一覧
| タイトル                         | タイアップ | 収録作品（初出のみ）                 |
| -------------------------------- | --- | ------------------------------------ |
| PRIDE                            | MBS・TBS系アニメ『機動戦士ガンダムSEED DESTINY』オープニングテーマ                                                                                         | 「PRIDE」                            |
| OVER                             | テレビ朝日系『Matthew's Best Hit TV +』エンディングテーマ                                                                                                  | 「OVER」                             |
| RUN☆RUN☆RUN                      | ロッテガム『ピュアホワイトシトラス』CMソング | 「RUN☆RUN☆RUN」                      |
| Days                             | TBS系『ランク王国』オープニングテーマ | 「Days」                             |
| STYLE 〜get glory in this hand〜 | PS2専用ゲームソフト『忍道 戒』イメージソング | 「STYLE 〜get glory in this hand〜」 |
| 一輪の花                         | テレビ東京系アニメ『BLEACH』オープニングテーマ PS2専用ゲームソフト『BLEACH 〜放たれし野望〜』主題歌 DS専用ゲームソフト『BLEACH DS 蒼天に駆ける運命』主題歌 | 「一輪の花」                         |
| 水玉ラムネ                       | 『A&W』グリルチキンサンド・チキンサラダサンド CMソング（沖縄県のみ） CS ディズニーチャンネルアニメ『GET ED』エンディングテーマ                             | 『傲音プログレッシヴ』               |
| 罪                               | 映画『SPIRIT』エンディングテーマ（日本での劇場公開時のみ）                                                                                                 | 『傲音プログレッシヴ』               |
| ガーデン オブ MY ハート          | 日本テレビ系『スポんちゅ』エンディングテーマ | 『傲音プログレッシヴ』               |
| DIVE into YOURSELF               | PS2専用ゲームソフト『戦国BASARA2』オープニングテーマ | 「DIVE into YOURSELF」               |
| フライングミュージック           | M-ON!『Harmony with the Earth ID』テーマソング | 「DIVE into YOURSELF」               |
| 遠雷 〜遠くにある明かり〜        | MBS・TBS系『機動戦士ガンダムSEED DESTINY SPECIAL EDITION III 運命(さだめ)の業火』エンディングテーマ                                                        | 「遠雷 〜遠くにある明かり〜」        |
| 帰り道のオレンジ                 | Wii専用ゲームソフト『BLEACH Wii 白刃きらめく輪舞曲』テーマソング                                                                                           | 「遠雷 〜遠くにある明かり〜」        |
| 辿り着く場所                     | 映画『あなたを忘れない』主題歌 TBS系『ランク王国』オープニングテーマ エムティーアイ『music.jp』CMソング                                                    | 「辿り着く場所/オキザリス」          |
| オキザリス                       | 映画『あなたを忘れない』挿入歌 | 「辿り着く場所/オキザリス」          |
| レジスタンス                     | DS専用ゲームソフト『BLEACH DS 2nd 黒衣ひらめく鎮魂歌』テーマソング                                                                                         | 『参』                               |
| Dreams                           | MBS・TBS系アニメ『DARKER THAN BLACK -黒の契約者-』エンディングテーマ                                                                                       | 「Dreams」                           |
| Amazing                          | TBS系『ニューイヤー駅伝』イメージソング | 「Amazing」                          |
| Parade                           | ヤマザキナビスコ『ビッツサンド』CMソング | 「Amazing」                          |
| フラッシュバック                 | テレビ東京系アニメ『獣神演武』スペシャルテーマソング | 「フラッシュバック/木漏レビノ歌」    |
| 木漏レビノ歌                     | テレビ東京系アニメ『獣神演武』エンディングテーマ | 「フラッシュバック/木漏レビノ歌」    |
| TOXIC                            | PS2専用ゲームソフト『無双OROCHI 魔王再臨』TVCFソング | 『ROCK PIT』                         |
| キラキラSummer                   | 沖縄明治乳業『ハッピー明治シリーズキャンペーン』CFソング（沖縄県のみ）                                                                                     | 「HOT LIMIT」                        |
| RED                              | 『クローズ』『WORST』トリビュートソング | 配信限定シングル（CD未収録）         |

## 主なライブ

### ワンマン(自主企画等)
| 公演年 | 公演名                                                  | 公演日   | 会場                              |
| ------ | ------------------------------------------------------- | -------- | --------------------------------- |
| 2005   | -Previous Live Showcase-                                | 1月10日  | 乃木坂ライブテリア                |
| 2005   | Free Live Showcase Tour 2005                            | 3月25日  | 札幌ベッシーホール                |
| 2005   | Free Live Showcase Tour 2005                            | 3月26日  | 仙台HOOK SENDAI                   |
| 2005   | Free Live Showcase Tour 2005                            | 3月28日  | 名古屋ell.FITS ALL                |
| 2005   | Free Live Showcase Tour 2005                            | 3月29日  | 大阪OSAKA MUSE                    |
| 2005   | Free Live Showcase Tour 2005                            | 3月31日  | SHIBUYA BOXX                      |
| 2005   | Free Live Showcase Tour 2005                            | 4月1日   | 福岡DRUM Be-1                     |
| 2005   | Free Live Showcase Tour 2005                            | 4月3日   | 沖縄HUMAN STAGE                   |
| 2005   | BIPARTITE ROCK TOUR                                     | 7月26日  | 札幌KRAPS HALL                    |
| 2005   | BIPARTITE ROCK TOUR                                     | 7月28日  | 仙台HOOK SENDAI                   |
| 2005   | BIPARTITE ROCK TOUR                                     | 7月31日  | 大阪OSAKA MUSE                    |
| 2005   | BIPARTITE ROCK TOUR                                     | 8月3日   | 名古屋ell.FITS ALL                |
| 2005   | BIPARTITE ROCK TOUR                                     | 8月4日   | SHIBUYA O-West                    |
| 2005   | BIPARTITE ROCK TOUR                                     | 8月7日   | 福岡DRUM Be-1                     |
| 2005   | BIPARTITE ROCK TOUR                                     | 8月9日   | 沖縄HUMAN STAGE                   |
| 2005   | 「PUT ON HAPPINESS」supported by CUTiE&smart            | 9月14日  | Shibuya O-EAST                    |
| 2006   | 鮭(SHAKE) NOW BABY’06                                   | 1月6日   | 大阪OSAKA MUSE                    |
| 2006   | 鮭(SHAKE) NOW BABY’06                                   | 1月7日   | 名古屋ell.FITS ALL                |
| 2006   | 鮭(SHAKE) NOW BABY’06                                   | 1月9日   | 渋谷CLUB QUATTRO                  |
| 2006   | LIVE BEE LOUD vol.0-「傲音プログレッシヴ」発売記念-     | 4月8日   | 名古屋ell.FITS ALL                |
| 2006   | LIVE BEE LOUD vol.0-「傲音プログレッシヴ」発売記念-     | 4月9日   | 大阪OSAKA MUSE                    |
| 2006   | LIVE BEE LOUD vol.0-「傲音プログレッシヴ」発売記念-     | 4月15日  | 恵比寿LIQUIDROOM                  |
| 2006   | LIVE BEE LOUD vol.1-傲音プログレッシヴ(対バンシリーズ)- | 4月18日  | 新潟LOTS                          |
| 2006   | LIVE BEE LOUD vol.1-傲音プログレッシヴ(対バンシリーズ)- | 5月12日  | 名古屋E.L.L.                      |
| 2006   | LIVE BEE LOUD vol.1-傲音プログレッシヴ(対バンシリーズ)- | 5月15日  | 米子ベリエ                        |
| 2006   | LIVE BEE LOUD vol.1-傲音プログレッシヴ(対バンシリーズ)- | 5月16日  | 高松DIME                          |
| 2006   | LIVE BEE LOUD vol.1-傲音プログレッシヴ(対バンシリーズ)- | 5月18日  | 広島ナミキジャンクション          |
| 2006   | LIVE BEE LOUD vol.1-傲音プログレッシヴ(対バンシリーズ)- | 5月25日  | 札幌ペニーレーン24                |
| 2006   | LIVE BEE LOUD vol.1-傲音プログレッシヴ(対バンシリーズ)- | 5月28日  | 仙台ビーブベースメントシアター    |
| 2006   | LIVE BEE LOUD vol.1-傲音プログレッシヴ(対バンシリーズ)- | 5月29日  | 郡山HIP SHOT                      |
| 2006   | LIVE BEE LOUD vol.1-傲音プログレッシヴ(対バンシリーズ)- | 6月13日  | 熊本DRUM Be-9                     |
| 2006   | LIVE BEE LOUD vol.1-傲音プログレッシヴ(対バンシリーズ)- | 6月14日  | 福岡DRUM Be-1                     |
| 2006   | LIVE BEE LOUD vol.1-傲音プログレッシヴ-                 | 7月8日   | 名古屋E.L.L.                      |
| 2006   | LIVE BEE LOUD vol.1-傲音プログレッシヴ-                 | 7月9日   | 大阪 BIG CAT                      |
| 2006   | LIVE BEE LOUD vol.1-傲音プログレッシヴ-                 | 7月16日  | 東京 SHIBUYA-AX                   |
| 2006   | LIVE BEE LOUD vol.2-DIVE into YOURSELF-対バンシリーズ   | 11月10日 | HEAVEN'S ROCK さいたま新都心 VJ-3 |
| 2006   | LIVE BEE LOUD vol.2-DIVE into YOURSELF-対バンシリーズ   | 11月12日 | 新潟LOTS                          |
| 2006   | LIVE BEE LOUD vol.2-DIVE into YOURSELF-対バンシリーズ   | 11月18日 | 熊本DRUM Be-9                     |
| 2006   | LIVE BEE LOUD vol.2-DIVE into YOURSELF-対バンシリーズ   | 11月19日 | 福岡DRUM Be-1                     |
| 2006   | LIVE BEE LOUD vol.2-DIVE into YOURSELF-対バンシリーズ   | 11月23日 | 愛媛松山サロンキティ              |
| 2006   | LIVE BEE LOUD vol.2-DIVE into YOURSELF-対バンシリーズ   | 11月25日 | 香川高松DIME                      |
| 2006   | LIVE BEE LOUD vol.2-DIVE into YOURSELF-対バンシリーズ   | 11月26日 | 鳥取米子べリエ                    |
| 2006   | LIVE BEE LOUD vol.2-DIVE into YOURSELF-対バンシリーズ   | 12月7日  | 郡山HIP SHOT JAPAN                |
| 2006   | LIVE BEE LOUD vol.2-DIVE into YOURSELF-対バンシリーズ   | 12月8日  | 仙台CLUB JUNK BOX                 |
| 2006   | LIVE BEE LOUD vol.2-DIVE into YOURSELF-対バンシリーズ   | 12月10日 | 札幌KRAPS HALL                    |
| 2006   | LIVE BEE LOUD vol.2                                     | 12月20日 | 恵比寿LIQUIDROOM                  |
| 2006   | LIVE BEE LOUD vol.2                                     | 12月21日 | 心斎橋CLUB QUATTRO                |
| 2006   | LIVE BEE LOUD vol.2                                     | 12月23日 | 名古屋ELL                         |
| 2007   | LIVE BEE LOUD vol.参                                    | 4月18日  | 仙台CLUB JUNK BOX                 |
| 2007   | LIVE BEE LOUD vol.参                                    | 4月21日  | 名古屋ELL                         |
| 2007   | LIVE BEE LOUD vol.参                                    | 4月22日  | 大阪BIG CAT                       |
| 2007   | LIVE BEE LOUD vol.参                                    | 4月24日  | 福岡DRUM Be-1                     |
| 2007   | LIVE BEE LOUD vol.参                                    | 4月28日  | Shibuya O-East                    |
| 2008   | 「Amazing」購入者限定イベント                           | 1月25日  | Shibuya BOXX                      |
| 2008   | 「Amazing」購入者限定イベント                           | 1月26日  | Shibuya BOXX                      |
| 2008   | LIVE TOUR 2008 LIVE BEE LOUD vol.4                      | 4月12日  | 心斎橋CLUB QUATTRO                |
| 2008   | LIVE TOUR 2008 LIVE BEE LOUD vol.4                      | 4月14日  | 広島ナミキジャンクション          |
| 2008   | LIVE TOUR 2008 LIVE BEE LOUD vol.4                      | 4月15日  | 福岡DRUM Be-1                     |
| 2008   | LIVE TOUR 2008 LIVE BEE LOUD vol.4                      | 4月17日  | 名古屋CLUB QUATTRO                |
| 2008   | LIVE TOUR 2008 LIVE BEE LOUD vol.4                      | 4月26日  | 仙台CLUB JUNK BOX                 |
| 2008   | LIVE TOUR 2008 LIVE BEE LOUD vol.4                      | 4月29日  | 渋谷CLUB QUATTRO                  |
| 2008   | LIVE TOUR 2008 LIVE BEE LOUD vol.4                      | 5月3日   | 桜坂セントラル                    |
| 2008   | LIVE BEE LOUD ～THANKS GIVING～                         | 10月18日 | 赤坂BLITZ                         |

### 対バン・フェス等
| 開催年 | フェス・イベント名                                          | 出演日        | 会場                                             | 備考 |
| ------ | ----------------------------------------------------------- | ------------- | ------------------------------------------------ | --- |
| 2004   | MUSIC PICNIC 2004                                           | 9月4日        | 沖縄県某所                                       | スパイスミュージック主催のライブイベント                                                                                |
| 2005   | 原宿シークレットライブ                                      | 3月31日       | ラフォーレ原宿前(東京)                           | ハイカラ・シークレットゲリラライブ                                                                                      |
| 2005   | 「RUN☆RUN☆RUN」リリース記念                                 | 6月26日       | あざまサンサンビーチ(沖縄)                       | ハイカラ・スペシャルイベント                                                                                            |
| 2005   | ピースフルラブロックフェスティバル2005                      | 7月2日        | 沖縄市野外ステージ（沖縄県）                     | ORANGE RANGE、MONGOL 800他                                                                                              |
| 2005   | 海洋博サマーフェスティバル2005                              | 7月16日       | 海洋博公園エメラルドビーチ(沖縄)                 | フェス |
| 2005   | MUSIC PICNIC 2005                                           | 7月18日       | 宜野湾市海浜公園野外劇場(沖縄)                   | フェス。ORANGE RANGE |
| 2005   | MBS ANIME FES'05                                            | 7月30日       | 大阪城・西の丸庭園                               | T.M.Revolution、玉置成実、高橋瞳など                                                                                    |
| 2005   | SUMMER SONIC 2005(サマーソニック'05)                        | 8月13日       | インテックス大阪                                 | サマソニ。OASIS、ASIAN KUNG-FU GENERATION他                                                                             |
| 2005   | TSS 30th anniversary SOUND MARINA 2005                      | 8月27日       | 広島港出島野外特設会場（広島）                   | スキマスイッチ、矢井田瞳など                                                                                            |
| 2005   | fm fukuoka festa in IMS                                     | 8月29日       | イムズホール(福岡)                               | FM福岡開局35周年記念LIVE                                                                                                |
| 2005   | 音楽と髭達2005                                              | 9月3日        | 国営越後丘陵公園・野外特設ステージ(新潟県長岡市) | フェス。木村カエラ、PUFFY等                                                                                             |
| 2005   | 21st Anniversary FM沖縄 SUMMER FESTIVAL 2005 CHU!           | 9月17日       | 宜野湾市海浜公園屋外劇場(沖縄)                   | フェス。ORANGE RANGE、BENNIE K                                                                                          |
| 2005   | HALLOWEEN OF THE LIVING DEAD                                | 10月31日      | CLUB CITTA'川崎                                  | 出演:Hyde(L'Arc〜en〜Ciel)                                                                                              |
| 2005   | 幾徳祭                                                      | 11月13日      | 神奈川工科大学                                   | 学園祭 |
| 2005   | 第8回インターネット音楽祭                                   | 12月8日       | 銀座ソニービル                                   | 新人賞受賞。川嶋あい、フジファブリック、YUI、倖田來未、大塚愛他                                                         |
| 2005   | 湘南音祭vol.0.5                                             | 12月22日      | 川崎CLUB CITTA'                                  | ロックフェス。UVERworld、RIZE、175R他                                                                                   |
| 2006   | G-ROCK FESTIVAL                                             | 4月2日        | 三井グリーンランド(熊本)                         | フェス。THE イナズマ戦隊                                                                                                |
| 2006   | Shiokaze-con                                                | 4月28日       | テキサス州ヒューストン(アメリカ合衆国)           | アニメコンベンション |
| 2006   | ピースフルラブロックフェスティバル 2006                     | 7月1日        | 沖縄市野外ステージ                               | ORANGE RANGE他 |
| 2006   | MUSIC PICNIC in TOKYO                                       | 8月2日        | 新木場 STUDIO COAST                              | フェス |
| 2006   | CDでーた PRESENTS MUSIC EVOLUTION 07                        | 9月30日       | Shibuya O-EAST                                   | 音楽イベント |
| 2006   | 第43回福井工業大学祭                                        | 10月8日       | 福井工業大学                                     | 学園祭('05年も出演) |
| 2006   | YOKOHAMA MUSIC STYLE 2006                                   | 10月9日       | 横浜BLITZ                                        | イベント |
| 2006   | Live in Syunki Fes 2006                                     | 10月28日      | 駿河台大学                                       | 学園祭 |
| 2006   | fuzz maniax supported by 20th ANNIVERSARY CUTiE             | 11月1日       | SHIBUYA-AX                                       | ライブイベント |
| 2006   | ポッキー＆プリッツの日 スペシャルPARTY                      | 11月11日      | 東京国際フォーラム                               | スペシャルライブ |
| 2006   | ビタミンR@CLUB QUATTRO 第8弾～女子ロックス～                | 11月22日      | 広島CLUB QUATTRO                                 | ライブイベント(チャットモンチー、他)                                                                                    |
| 2006   | B-PASS presents "B-PRECIOUS"                                | 11月30日      | 甲府KAZOO HALL                                   | イベント |
| 2007   | 映画「あなたを忘れない」プレミアム ビッグコンサート         | 1月12日       | 日本武道館                                       | 映画イベント |
| 2007   | Zipper Presents ZIP★TUNE★PARTY2                             | 2月10日       | 大阪BIG CAT                                      | 雑誌Zipper主催のライブイベント                                                                                          |
| 2007   | Zipper Presents ZIP★TUNE★PARTY2                             | 2月12日       | 名古屋ELL                                        | 雑誌Zipper主催のライブイベント                                                                                          |
| 2007   | Zipper Presents ZIP★TUNE★PARTY2                             | 2月14日       | Shibuya O-East                                   | 雑誌Zipper主催のライブイベント                                                                                          |
| 2007   | THE MIDWEST ANIME&MANGA CONVENTION                          | 5月10日～15日 | イリノイ州シカゴ(アメリカ)                       | アニメコンベンション。ライブイベント                                                                                    |
| 2007   | MTV VIDEO MUSIC AWARDS JAPAN 07                             | 5月26日       | さいたまスーパーアリーナ                         | GUEST CELEBRITIESとして授賞式に登場。マイ・ケミカル・ロマンス、安室奈美恵、KREVA、大塚愛、上野樹里、中川翔子、w-inds.他 |
| 2007   | PEACEFUL LOVE ROCK FESTIVAL 2007                            | 7月7日        | 沖縄市野外ステージ                               | フェス。HY他 |
| 2007   | MATCH UP'07 SUMMER SERIES                                   | 7月13日       | Zepp Osaka                                       | abingdon boys school(西川貴教)主催                                                                                      |
| 2007   | MATCH UP'07 SUMMER SERIES                                   | 7月14日       | Zepp Nagoya                                      | abingdon boys school |
| 2007   | MATCH UP'07 SUMMER SERIES                                   | 7月20日       | Zepp Sendai                                      | abingdon boys school |
| 2007   | MATCH UP'07 SUMMER SERIES                                   | 7月22日       | Zepp Sapporo                                     | abingdon boys school |
| 2007   | MATCH UP'07 SUMMER SERIES                                   | 7月29日       | Zepp Tokyo                                       | abs,UVERworld |
| 2007   | MATCH UP'07 SUMMER SERIES                                   | 7月30日       | Zepp Tokyo                                       | abs,UVERworld |
| 2007   | MATCH UP'07 SUMMER SERIES                                   | 8月3日        | Zepp Tokyo                                       | abingdon boys school,UVERworld                                                                                          |
| 2007   | MTV THINK LOUD :eco with Honda                              | 7月25日       | Shibuya O-East                                   | エコをテーマにしたMTV主催イベント                                                                                       |
| 2007   | ～Spice Live Circuit 007～                                  | 8月21日       | Shibuya O-East                                   | All Japan Goith,Hoi Festa                                                                                               |
| 2007   | ～Spice Live Circuit 007～                                  | 8月22日       | 新潟LOTS                                         | 〃 |
| 2007   | ～Spice Live Circuit 007～                                  | 8月24日       | 名古屋ELL                                        | 〃 |
| 2007   | ～Spice Live Circuit 007～                                  | 8月25日       | 広島cave be                                      | 〃 |
| 2007   | ～Spice Live Circuit 007～                                  | 8月27日       | 福岡DRUM Be-1                                    | 〃 |
| 2007   | ～Spice Live Circuit 007～                                  | 8月28日       | 大阪BIG CAT                                      | 〃 |
| 2007   | ～Spice Live Circuit 007～                                  | 8月30日       | 仙台MACANA                                       | 〃 |
| 2007   | B.B ROCK FESTIVAL 07                                        | 10月13日      | 渋谷CLUB QUATTRO                                 | 音楽情報番組「MUSIC B.B.」主催イベント                                                                                  |
| 2007   | 第43回学園祭                                                | 11月4日       | 名古屋学院大学                                   | 学祭 |
| 2007   | Merry X'mas Jam!?～メリクリじゃん!?～                       | 12月9日       | TOKYO FM HALL                                    | 北出菜奈 |
| 2007   | THANX! ELL 30th ANNIVERSARY                                 | 12月19日      | 名古屋ELL                                        | 陰陽座 |
| 2007   | カウントダウン沖縄～大忘新年会 07～                         | 12月30日      | 沖縄市音市場                                     | カウントダウン前夜祭ライブ                                                                                              |
| 2008   | music@unibox Spice Live Circuit 008                         | 1月5日        | Shibuya O-East                                   | All Japan Goith,Hoi Festa                                                                                               |
| 2008   | music@unibox Spice Live Circuit 008                         | 1月6日        | 名古屋ELL                                        | 〃 |
| 2008   | music@unibox Spice Live Circuit 008                         | 1月8日        | 大阪BIG CAT                                      | 〃 |
| 2008   | music@unibox Spice Live Circuit 008                         | 1月10日       | 福岡DRUM Be-1                                    | 〃 |
| 2008   | Live lovEgg                                                 | 1月14日       | なんばHatch                                      | 大阪のラジオ番組「U.K.チア・ミュージック」イベント。中ノ森BAND,加藤和樹,ムッシュピエール他                              |
| 2008   | BULL FEST'08～ボイマへ                                      | 2月8日        | 原宿アストロホール                               | BULL ZEICHEN 88のレコ初ライブ。対バンBREAKERZ。                                                                         |
| 2008   | 5!LaQua スペシャルライブ                                    | 5月6日        | ラクーア(東京ドームシティ)                       | ラクーア5周年記念。ハイカラスペシャルライブ。                                                                           |
| 2008   | 大同工業大学学園祭                                          | 6月1日        | 大同工業大学(名古屋)                             | 学祭ライブ |
| 2008   | POWER of ART PROJECT KICK OFF LIVE ～Stay clean, be happy～ | 6月26日       | Shibuya O-East                                   | ライブイベント |
| 2008   | ピースフルラブロックフェスティバル 2008                     | 7月5日        | 沖縄市野外ステージ                               | フェス |
| 2008   | MATCH UP'08 SUMMER SERIES                                   | 7月19日       | Zepp Tokyo                                       | abingdon boys school |
| 2008   | MATCH UP'08 SUMMER SERIES                                   | 7月20日       | Zepp Osaka                                       | 〃 |
| 2008   | MATCH UP'08 SUMMER SERIES                                   | 7月25日       | Zepp Sendai                                      | abs、ONE OK ROCK |
| 2008   | MATCH UP'08 SUMMER SERIES                                   | 8月10日       | Zepp Tokyo                                       | abs、いきものがかり |
| 2008   | MATCH UP'08 SUMMER SERIES                                   | 8月17日       | Zepp Nagoya                                      | abs |
| 2008   | 美浜海遊祭 MUSIC WAVE 2008 supported by SUNSHINE SAKAE      | 7月26日       | 美浜小野浦海水浴場特設ステージ (愛知県)          | Perfume、melody.他 |
| 2008   | TREASURE05X 2008                                            | 8月15日       | Zepp Nagoya                                      | 対バン。ONE OK ROCK,他                                                                                                  |
| 2008   | はっぴぃめいじキャンペーンプレミアライブ2008                | 8月24日       | 沖縄県・音市場                                   | 沖縄明治乳業主催プレミアライブ                                                                                          |

## バンドが与えた影響
Official髭男dismの藤原聡が中学生の頃の2006年5月、初めて行ったライブが米子市のライブハウス「ベリエ」（現AZTiC laughs）でのHIGH and MIGHTY COLORのライブであり、「言葉にできない感動を得た。一気にバンドというものに引き込まれた一つのきっかけ、バンドというもののすごさを体感した初めての経験」と話している。